# Паплін (Мазовецьке воєводство)
Паплін (пол. Paplin) — село в Польщі, у гміні Коритниця Венґровського повіту Мазовецького воєводства.
Населення — 212 осіб (2011).
У 1975-1998 роках село належало до Седлецького воєводства.

## Демографія
Демографічна структура станом на 31 березня 2011 року:
|          | Загалом | Допрацездатний вік | Працездатний вік | Постпрацездатний вік |
| -------- | ------- | ------------------ | ---------------- | -------------------- |
| Чоловіки | 112     | 24                 | 69               | 19                   |
| Жінки    | 100     | 23                 | 49               | 28                   |
| Разом    | 212     | 47                 | 118              | 47                   |